# ماركو ديوركوفيتش
ماركو ديوركوفيتش (بالصربية: Марко Ђурковић) مواليد 24 فبراير 1987 في بانيا لوكا، جمهورية يوغوسلافيا الاشتراكية الاتحادية، هو لاعب كرة سلة صربي. بدأ مسيرته الاحترافية في سنة 2005. يلعب في الدوري المونتينيغري لكرة السلة.

## المسيرة الاحترافية
لعب مع نادي بارتيزان لكرة السلة من سنة 2006 إلى 2008، ثم لعب مع نادي إيجوكيا لكرة السلة في موسم 2009–2010، ثم لعب مع نادي كركا لكرة السلة في سنة 2011، ثم لعب مع نادي هالمان فيينا لكرة السلة في سنة 2012، ثم لعب مع نادي بيتيشت لكرة السلة في موسم 2013–2014.

## روابط خارجية
- ماركو ديوركوفيتش على موقع الاتحاد الدولي لكرة السلة (الإنجليزية)
- ماركو ديوركوفيتش على موقع كرة السلة الأوروبية.كوم (الإنجليزية)
- ماركو ديوركوفيتش على موقع ريلجم (الإنجليزية)
- ماركو ديوركوفيتش على موقع بروبوليرز (الإنجليزية)
- ماركو ديوركوفيتش على موقع سبورتس رفرنس (الإنجليزية)